# Presburgerova aritmetika
Presburgerova aritmetika je jeden z axiomatických systémů formální teorie aritmetiky. Je podstatně slabší než Peanova aritmetika, zejména proto, že v jazyce neobsahuje symbol pro násobení. Pojmenována je po polském matematikovi Mojżeszi Presburgerovi, který tuto axiomatiku publikoval v roce 1929.

## Axiomy
Presburgerova aritmetika je teorie v jazyce L obsahujícím konstantní symbol 0, unární funkční symbol S a binární funkční symbol +. Axiomy jsou následující:
- (PR1) {\displaystyle \,0\neq S(x)}
- (PR2) {\displaystyle \,S(x)=S(y)\rightarrow x=y}
- (PR3) {\displaystyle \,x+0=x}
- (PR4) {\displaystyle \,x+S(y)=S(x+y)}
- (schéma indukce) {\displaystyle \varphi (0)\wedge (\forall x)(\varphi (x)\rightarrow \varphi (S(x)))\rightarrow (\forall x)(\varphi (x))} pro všechny formule {\displaystyle \varphi } jazyka L

## Vlastnosti
- Presburgerova aritmetika je bezesporná, úplná a rozhodnutelná teorie
- Každá formule jazyka L je v Presburgerově aritmetice ekvivalentní nějaké formuli, která je jednoho ze tří tvarů {\displaystyle t=s,\;(\exists z)(t+z=s),\;(\exists z)(t=s+mz)}, kde t,s jsou termy a m numerál (tj. term vzniklý m-násobnou aplikací funkčního symbolu S na konstantní symbol 0).